# El Restaurador (1888)
El Restaurador fue un periódico editado en la ciudad española de Castellón en 1888.

## Descripción
Subtitulado «periódico católico-monárquico», y con la correspondiente autorización episcopal, comenzó a ver la luz pública el 8 de febrero de 1888. Impreso a cuatro páginas de 40 por 35 centímetros a cuatro columnas, aparecía los miércoles y sábados. Entusiasta partidario de Carlos de Borbón y Austria-Este, vivió hasta el 20 de noviembre del año de su aparición, cuando, tras pasarse al bando de Ramón Nocedal, pereció. El Restaurador, que tenía por principal redactor al abogado Vicente Gascó, se editó en un principio en la imprenta de Valls y más tarde, hasta su terminación, en la de Rovira.